# Eumelea cacuminis
Eumelea cacuminis là một loài bướm đêm trong họ Geometridae.